# Nuova Zelanda ai XXII Giochi olimpici invernali
La Nuova Zelanda ha partecipato ai XXII Giochi olimpici invernali svoltisi dal 7 al 23 febbraio 2014 a Soči in Russia, con una delegazione composta da 14 atleti, di cui 6 uomini e 8 donne, impegnati in 5 discipline. Portabandiera alla cerimonia d'apertura è stata la pattinatrice Shane Dobbin, alla sua seconda Olimpiade. Non sono state conquistate medaglie.